# Avenue du Parc-des-Princes
Pour les articles homonymes, voir Avenue du Parc.
L'avenue du Parc-des-Princes est une voie du 16e arrondissement de Paris, en France.

## Situation et accès
L'avenue du Parc-des-Princes est une voie située dans le 16e arrondissement de Paris. Elle débute rue Lecomte-du-Noüy et au 1, rue Claude-Farrère et se termine place du Docteur-Paul-Michaux.

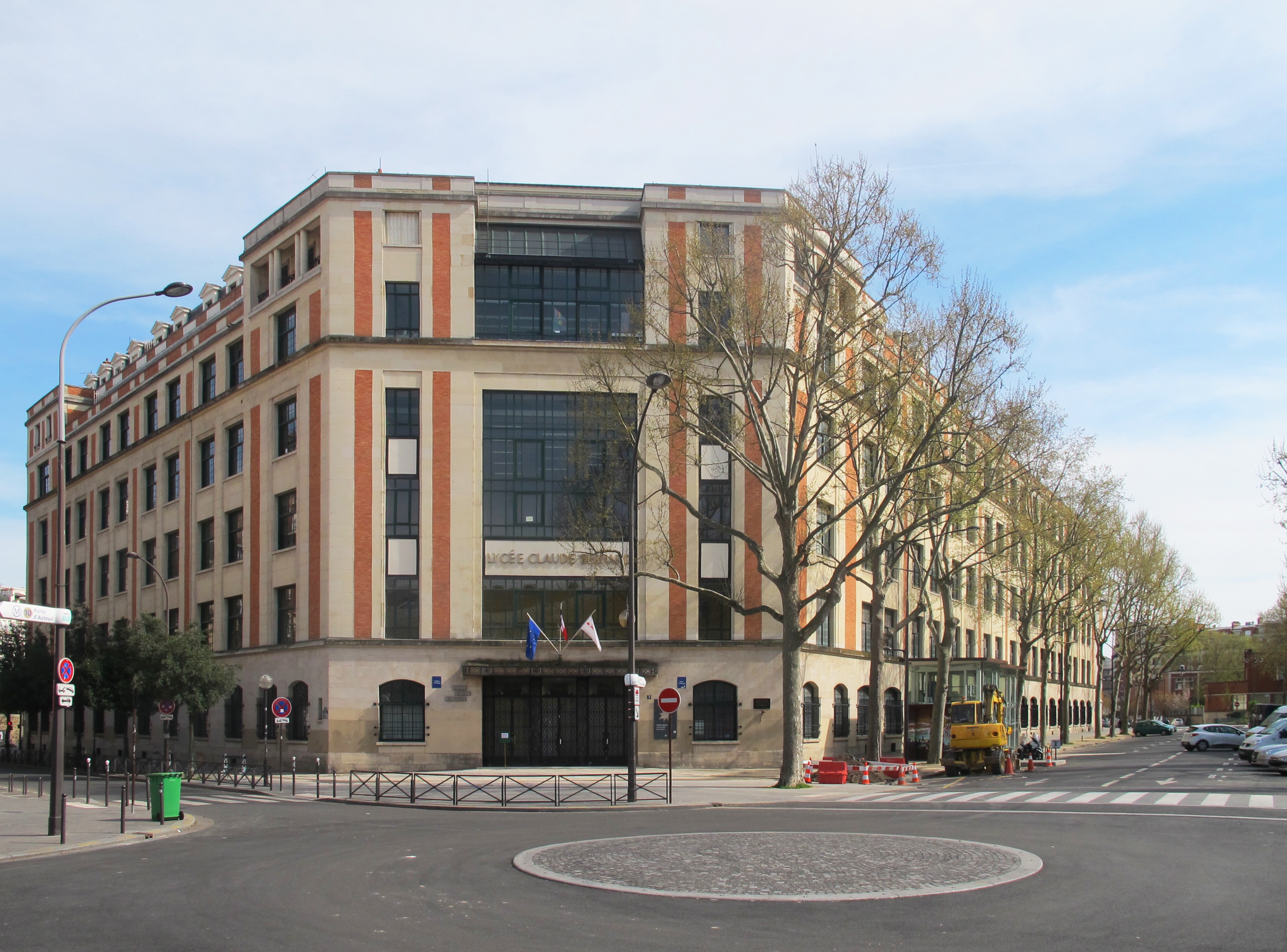
Au no 1, l'entrée du lycée Claude-Bernard.
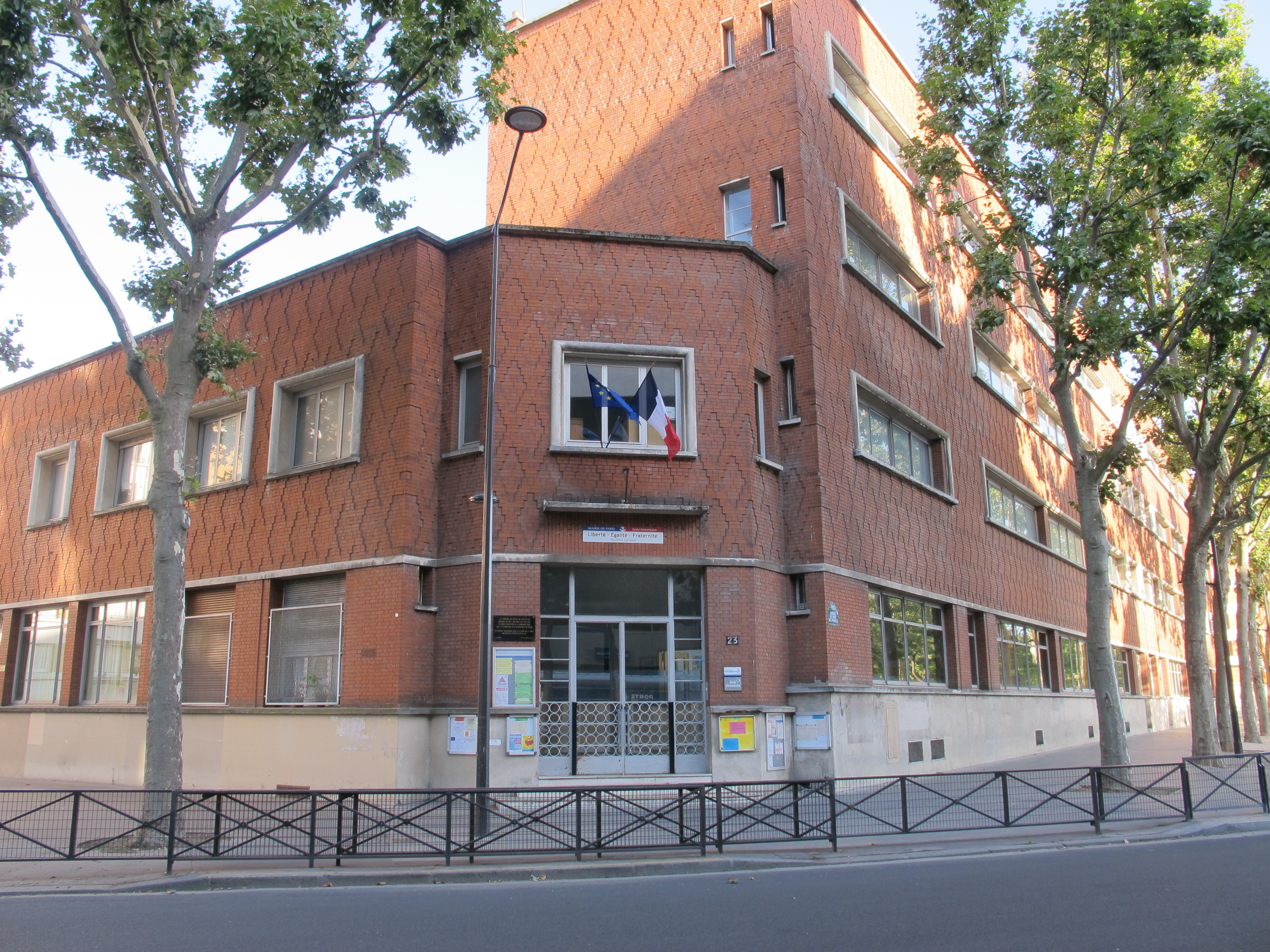
Au no 23, école élémentaire.
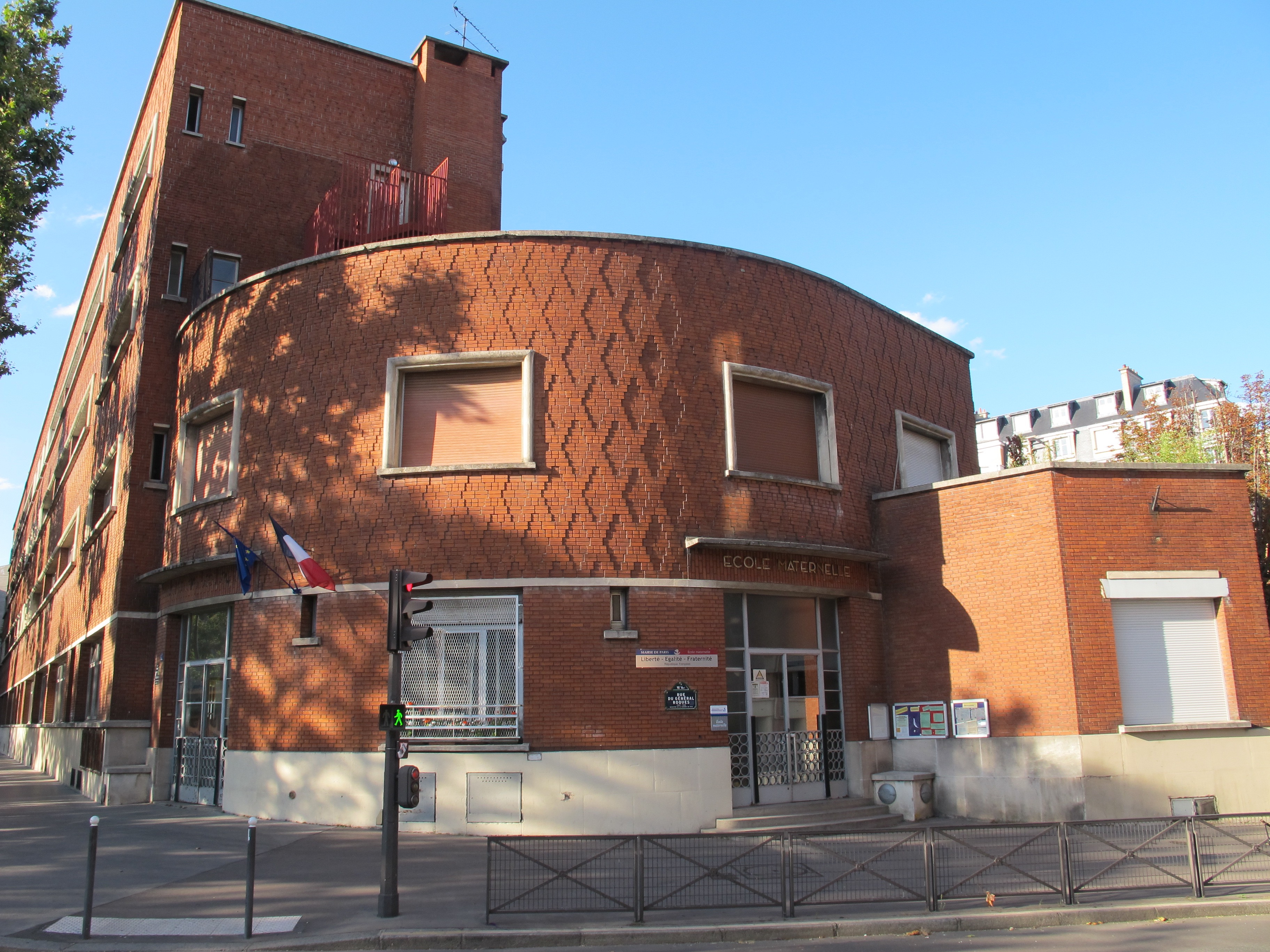
Au no 27, école maternelle.

## Origine du nom
Cette voie doit son nom au stade-vélodrome du Parc des Princes, construit en 1897, auquel elle conduisait.

## Historique
Cette rue est ouverte en 1926 sur l'emplacement des bastions nos 64 et 65 de l'enceinte de Thiers. Elle a également englobé une partie de la rue du Parc qui était située autrefois sur le territoire de Boulogne-Billancourt avant son annexion à Paris par décret du 3 avril 1925. À cette époque, l'avenue du Parc-des-Princes commençait place de la Porte-d'Auteuil.
En 1934, une partie de la voie permet de créer la place du Docteur-Paul-Michaux qui deviendra la fin de l'avenue.
En 1951, la partie située entre la place de la Porte-d'Auteuil et les rues Claude-Farrère et Lecomte-Du-Nouÿ fut détachée pour créer l'avenue du Général-Sarrail.
Dans les années 1970, son débouché sur l'avenue de la Porte-de-Saint-Cloud a été supprimé par la construction du boulevard périphérique.

## Bâtiments remarquables et lieux de mémoire
- No 1 : entrée du lycée Claude-Bernard.
- Le 23 janvier 1937, le journaliste et économiste russe Dimitri Navachine est assassiné de six coups de baïonnette tronquée, dont un en plein cœur, par Jean Filiol, de la Cagoule, avenue du Parc-des-Princes, entre le bois de Boulogne, dont il rentrait comme à son habitude à 10 h 30, et son domicile, 28 rue Michel-Ange[1].